# Turkiets Grand Prix 2010
Turkiets Grand Prix 2010, officiellt 2010 Formula 1 Turkish Grand Prix, var en Formel 1-tävling som hölls den 30 maj 2010 på Istanbul Park i Istanbul, Turkiet. Det var den sjunde tävlingen av Formel 1-säsongen 2010 och kördes över 58 varv. Vinnare av loppet blev Lewis Hamilton för McLaren, tvåa blev Jenson Button, även han för McLaren, och trea blev Mark Webber för Red Bull-Renault.

## Kvalet
| KR. | Nr | Förare             | Konstruktör          | Q1       | Q2       | Q3       | Grid |
| --- | -- | ------------------ | -------------------- | -------- | -------- | -------- | ---- |
| 1   | 6  | Mark Webber        | Red Bull-Renault     | 1.27,500 | 1.26,818 | 1.26,295 | 1    |
| 2   | 2  | Lewis Hamilton     | McLaren-Mercedes     | 1.27,667 | 1.27,013 | 1.26,433 | 2    |
| 3   | 5  | Sebastian Vettel   | Red Bull-Renault     | 1.27,067 | 1.26,729 | 1.26,760 | 3    |
| 4   | 1  | Jenson Button      | McLaren-Mercedes     | 1.27,555 | 1.27,277 | 1.26,781 | 4    |
| 5   | 3  | Michael Schumacher | Mercedes             | 1.27,756 | 1.27,438 | 1.26,857 | 5    |
| 6   | 4  | Nico Rosberg       | Mercedes             | 1.27,649 | 1.27,141 | 1.26,952 | 6    |
| 7   | 11 | Robert Kubica      | Renault              | 1.27,766 | 1.27,426 | 1.27,039 | 7    |
| 8   | 7  | Felipe Massa       | Ferrari              | 1.27,993 | 1.27,200 | 1.27,082 | 8    |
| 9   | 12 | Vitalij Petrov     | Renault              | 1.27,620 | 1.27,387 | 1.27,430 | 9    |
| 10  | 23 | Kamui Kobayashi    | BMW Sauber-Ferrari   | 1.28,158 | 1.27,434 | 1.28,122 | 10   |
| 11  | 14 | Adrian Sutil       | Force India-Mercedes | 1.27,951 | 1.27,525 |          | 11   |
| 12  | 8  | Fernando Alonso    | Ferrari              | 1.27,857 | 1.27,612 |          | 12   |
| 13  | 22 | Pedro de la Rosa   | BMW Sauber-Ferrari   | 1.28,147 | 1.27,879 |          | 13   |
| 14  | 16 | Sébastien Buemi    | Toro Rosso-Ferrari   | 1.28,534 | 1.28,273 |          | 14   |
| 15  | 9  | Rubens Barrichello | Williams-Cosworth    | 1.28,336 | 1.28,392 |          | 15   |
| 16  | 17 | Jaime Alguersuari  | Toro Rosso-Ferrari   | 1.28,460 | 1.28,540 |          | 16   |
| 17  | 10 | Nico Hülkenberg    | Williams-Cosworth    | 1.28,227 | 1.28,841 |          | 17   |
| 18  | 15 | Vitantonio Liuzzi  | Force India-Mercedes | 1.28,958 |          |          | 18   |
| 19  | 18 | Jarno Trulli       | Lotus-Cosworth       | 1.30,237 |          |          | 19   |
| 20  | 19 | Heikki Kovalainen  | Lotus-Cosworth       | 1.30,519 |          |          | 20   |
| 21  | 24 | Timo Glock         | Virgin-Cosworth      | 1.30,744 |          |          | 21   |
| 22  | 21 | Bruno Senna        | HRT-Cosworth         | 1.31,266 |          |          | 22   |
| 23  | 25 | Lucas di Grassi    | Virgin-Cosworth      | 1.31,989 |          |          | 23   |
| 24  | 20 | Karun Chandhok     | HRT-Cosworth         | 1.32,060 |          |          | 24   |

| Vidare från första kvalrundan ▬▬ Vidare från andra kvalrundan ▬▬ |

## Loppet
| Pos. | Nr | Förare             | Konstruktör          | Varv | Tid           | Grid | P  |
| ---- | -- | ------------------ | -------------------- | ---- | ------------- | ---- | -- |
| 1    | 2  | Lewis Hamilton     | McLaren-Mercedes     | 58   | 1:28.47,620   | 2    | 25 |
| 2    | 1  | Jenson Button      | McLaren-Mercedes     | 58   | +2,645        | 4    | 18 |
| 3    | 6  | Mark Webber        | Red Bull-Renault     | 58   | +24,285       | 1    | 15 |
| 4    | 3  | Michael Schumacher | Mercedes             | 58   | +31,110       | 5    | 12 |
| 5    | 4  | Nico Rosberg       | Mercedes             | 58   | +32,266       | 6    | 10 |
| 6    | 11 | Robert Kubica      | Renault              | 58   | +32,824       | 7    | 8  |
| 7    | 7  | Felipe Massa       | Ferrari              | 58   | +36,635       | 8    | 6  |
| 8    | 8  | Fernando Alonso    | Ferrari              | 58   | +46,544       | 12   | 4  |
| 9    | 14 | Adrian Sutil       | Force India-Mercedes | 58   | +49,029       | 11   | 2  |
| 10   | 23 | Kamui Kobayashi    | BMW Sauber-Ferrari   | 58   | +1.05,650     | 10   | 1  |
| 11   | 22 | Pedro de la Rosa   | BMW Sauber-Ferrari   | 58   | +1.05,944     | 13   |    |
| 12   | 17 | Jaime Alguersuari  | Toro Rosso-Ferrari   | 58   | +1.07,800     | 16   |    |
| 13   | 15 | Vitantonio Liuzzi  | Force India-Mercedes | 57   | +1 varv       | 18   |    |
| 14   | 9  | Rubens Barrichello | Williams-Cosworth    | 57   | +1 varv       | 15   |    |
| 15   | 12 | Vitalij Petrov     | Renault              | 57   | +1 varv       | 9    |    |
| 16   | 16 | Sébastien Buemi    | Toro Rosso-Ferrari   | 57   | +1 varv       | 14   |    |
| 17   | 10 | Nico Hülkenberg    | Williams-Cosworth    | 57   | +1 varv       | 17   |    |
| 18   | 24 | Timo Glock         | Virgin-Cosworth      | 55   | +3 varv       | 21   |    |
| 19   | 25 | Lucas di Grassi    | Virgin-Cosworth      | 55   | +3 varv       | 23   |    |
| 20   | 20 | Karun Chandhok     | HRT-Cosworth         | 52   | Bränslepumpen | 24   |    |
| Ret  | 21 | Bruno Senna        | HRT-Cosworth         | 46   | Bränslepumpen | 22   |    |
| Ret  | 5  | Sebastian Vettel   | Red Bull-Renault     | 39   | Kollision     | 3    |    |
| Ret  | 19 | Heikki Kovalainen  | Lotus-Cosworth       | 33   | Hydraulik     | 20   |    |
| Ret  | 18 | Jarno Trulli       | Lotus-Cosworth       | 32   | Hydraulik     | 19   |    |

| Förare och stall som tog poäng ▬▬ |

## Ställning efter loppet
| Pos. | Förare           | Poäng |
| ---- | ---------------- | ----- |
| 1    | Mark Webber      | 93    |
| 2    | Jenson Button    | 88    |
| 3    | Lewis Hamilton   | 84    |
| 4    | Fernando Alonso  | 79    |
| 5    | Sebastian Vettel | 78    |

| Pos. | Konstruktör      | Poäng |
| ---- | ---------------- | ----- |
| 1    | McLaren-Mercedes | 172   |
| 2    | Red Bull-Renault | 171   |
| 3    | Ferrari          | 146   |
| 4    | Mercedes         | 100   |
| 5    | Renault          | 73    |

- Notering: Endast de fem bästa placeringarna i vardera mästerskap finns med på listorna.